# L'Île de la fée
L'Île de la fée (The Island of the Fay) est une nouvelle d'Edgar Allan Poe publiée pour la première fois en juin 1841. Traduite en français par Charles Baudelaire, elle fait partie du recueil Nouvelles histoires extraordinaires.

## Résumé
L'histoire est racontée du point de vue d'un narrateur anonyme, qui aime se promener et admirer la nature dans la solitude. 
Un jour, en se promenant il tombe sur un ruisseau, au milieu duquel se trouve une île ronde, divisée en deux parties: une lumineuse, remplie de vie et de verdure, et l'autre sombre, avec un air dépressif et inspirant la mort. Le narrateur fut tellement surpris par cette découverte qu'il resta un moment simplement admirant l'île, perdu dans ses pensées. Mais ensuite, une figure apparaît sur un petit bateau. C'est une fée, qui fait le tour de l'île en partant du côté lumineux. Quand elle passe à côté du côté sombre, son ombre semble se détacher d'elle et disparaître dans la noirceur. Le cycle se répète multiple fois, et avec chaque tour, la Fée semble de plus en plus heureuse, mais aussi plus transparente et semblable à un fantôme. Ceci fait penser le narrateur au cycle de la vie et de la mort, le cours du temps. Finalement, la Fée fait son dernier tour, mais n'arrive pas jusqu'au côté lumineux comme avant, disparaissant complètement dans le côté sombre de l'île. 
```
  "Mais à la fin, quand le soleil eut totalement disparu, la Fée, maintenant pur fantôme d'elle-même, entra avec son bateau, pauvre inconsolable! dans la région du fleuve d'ébène, - et, si elle en sortit jamais, je ne puis le dire, - car les ténèbres tombèrent sur toutes choses, et je ne vis plus son enchanteresse figure."
```